# Belén (Nariño)
Belén – miasto w Kolumbii, w departamencie Nariño.